# اندیس درمیان ۲
درمیان ۲ یک اندیس فلزی است که در حوالی شهر سر بیشه استان خراسان قرار دارد و مادهٔ معدنی موجود در آن، مس است.  